# Jan Mela

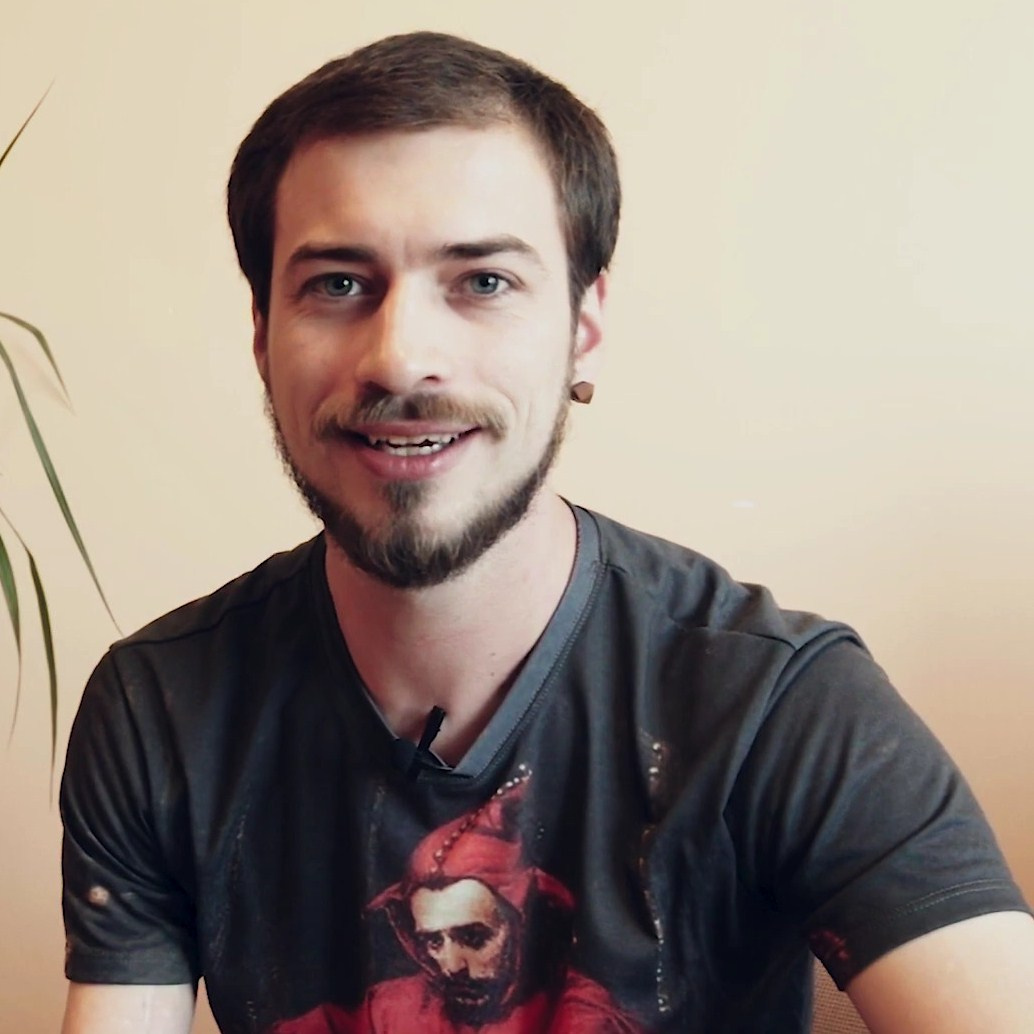
Jan Mela

Jan Mela (n. 30 de diciembre de 1988 en Gdansk) es un explorador polaco, que como un adolescente doble amputado, fue la persona más joven en llegar al Polo Norte en 2004, y ocho meses más tarde, al Polo Sur. Él creó la Fundación "Poza horyzont" Archivado el 24 de octubre de 2012 en Wayback Machine. ("Fuera de los horizontes").

## Pérdida de sus extremidades
En 2002, cuando tenía 13 años de edad en Malbork. Estaba jugando al ping-pong con algunos amigos de la escuela cuando de repente empezó a llover fuertemente. Buscó abrigo de la lluvia en un edificio con transformador eléctrico, por el cual fue electrocutado con una descarga de 15.000 voltios. Las quemaduras y daños en los tejidos obligaron a los cirujanos a amputarle la pierna derecha y el antebrazo derecho.

## Expediciones Polares
Fue miembro de una expedición de cuatro hombres liderado por el explorador veterano polaco Marek Kamiński llamada "Juntos hasta el Polo", Mela llegó al Polo Norte el 24 de abril de 2004 a la edad de 15 años. Después de nueve días de aclimatación polar en Svalbard, Noruega, el equipo comenzó su caminata de 70 kilómetros el 4 de abril, y no recibió ayuda externa, confiando únicamente en los suministros y equipos que pudieran llevar con los trineos.
Ocho meses más tarde, Mela y Kamiński llegaron al Polo Sur el 31 de diciembre de 2004 un día después de que Mela cumpliera los 16 años. En Navidad comían platos típicos polacos como sopa de remolacha e hicieron un árbol de Navidad en la nieve.